# 30933 Грільпарцер
30933 Грільпарцер (30933 Grillparzer) — астероїд головного поясу, відкритий 17 жовтня 1993 року.
Тіссеранів параметр щодо Юпітера — 3,406.